# Aviões do Forró
O Aviões do Forró foi uma banda de forró eletrônico formada em Fortaleza, Ceará, no ano de 2002 e que encerrou suas atividades no ano de 2018. Segundo a Pro-Música Brasil, a banda detém 6 certificados de discos, sendo cinco de ouro e um de platina.
Atualmente, os ex-vocalistas Xand Avião e Solange Almeida se apresentam pelo Brasil em carreira solo.

## História da banda

### 2002-2004: O início
A banda Aviões do Forró foi idealizada em agosto de 2002 pelos empresários Zeca Aristides (Zequinha), Isaías Duarte (Isaías CDs), Carlos Aristides e Cláudio Melo (que posteriormente formaram a A3 Entretenimento). Os produtores do Aviões selecionavam músicas universais com o objetivo de atender a todos os gostos, variando da batida dançante do vanerão da banda Brasas do Forró (embora tenham desacelerado um pouco o ritmo), do arrastado do forró pé-de-serra, até mesmo o forró romântico de bandas como Calcinha Preta. O repertório diversificado atraiu a admiração e reconhecimento do público forrozeiro.
Em setembro de 2002, o Aviões é finalmente lançado. A banda começa a fazer shows pelo Brasil e lança o primeiro álbum, que vendeu aproximadamente 200 mil cópias.
Dois anos depois, em 2004, veio o lançamento do segundo álbum, que vendeu mais de 200 mil cópias. O slogan do novo CD foi criado como trocadilho para diferenciá-la da banda Gaviões do Forró.

### 2005: A banda ganha projeção nacional
Em 2005, foi lançado o terceiro álbum, que vendeu mais de 500 mil cópias. O grande sucesso da banda resultou em uma participação no quadro Central da Periferia do Fantástico. Este álbum fez o Aviões ganhar reconhecimento em todo o Nordeste, com o sucesso "Tontos e Loucos".

### 2006: Márcia Fellipe substitui temporariamente Solange Almeida.
Em 2006 a banda gravou o seu primeiro DVD e, no mesmo ano, seu quarto CD, o qual vendeu mais de 700 mil cópias. A partir daí o Aviões não parou mais. Com participações no Programa da Hebe, no Show da Virada e no Fortal, a banda se consolidou.
Ainda em 2006, a então vocalista do Aviões, Solange Almeida, precisou se afastar por conta de sua gestação, sendo substituída durante a licença pela cantora Márcia Fellipe.

### 2007: Primeiro DVD e participação no Festival de Verão de Salvador
Só em 2007, o Aviões lançou seu primeiro DVD, gravado na Vaquejada de Itapebussu-CE. Além do DVD, a banda também lançou o seu quinto álbum. Ainda em 2007 ocorreu a primeira participação da banda no Festival de Verão de Salvador.

### 2008: Novo afastamento de Solange Almeida
Solange Almeida precisou se afastar da banda novamente em 2008, devido a uma gastroplastia (cirurgia de redução de estômago). O período de afastamento foi curto e não demorou muito para a cantora voltar ao e participar do DVD "Pode Entrar", de Ivete Sangalo.

### 2009: Bloco Aviões Elétrico e primeira turnê internacional
O ano de 2009 foi marcante pro Aviões. Pela primeira vez, o grupo teve o seu próprio bloco no Carnaval em Salvador: o Aviões Elétrico.
Além disso, foi o ano da primeira turnê internacional da banda, que viajou por diversas cidades dos Estados Unidos, e do lançamento do sexto álbum para todo o Brasil.

### 2010: Contrato assinado com a gravadora Som Livre
Em 2010 foi outro grande ano para o grupo. Além do lançamento do sétimo álbum e do segundo DVD, gravado no Parque de Exposições de Salvador, com participações de Ivete Sangalo e Dorgival Dantas e lançado pela Som Livre.
A banda também foi indicada ao Prêmio Forrozão, onde venceu em seis categorias: "Melhor CD", "Melhor Website", "Melhor Cantor", "Melhor Cantora", "Banda do ano" e "Hit do Ano".

### 2011: Turnê pela Europa, tema de novela e Disco de Ouro
Em 2011 a banda realizou a sua segunda turnê internacional, desta vez na Europa, com shows na Suíça, Holanda e Portugal. No mesmo ano, emplacou a música "Ovo de Codorna", interpretada por Xand Avião e de autoria de Luiz Gonzaga, na novela ‘Morde & Assopra’, da Rede Globo. Além disso, o grupo fez um show marcante no Big Brother Brasil 11. No final deste mesmo ano, recebeu o primeiro Disco de Ouro.

### 2012: DVD Aviões 10 Anos e mais uma música tema de novela
A terceira turnê internacional aconteceu em 2012, quando a banda voltou à Suíça, Holanda e Portugal. Inclusive, na terra de Camões o Aviões participou do Brazilian Day.
Ainda em 2012, a banda lançou o CD e o DVD em comemoração aos 10 anos da banda, gravado no estacionamento do Forró no Sítio em Fortaleza, Ceará contou com um público superior a 30.000 pessoas. Com participações de Dorgival Dantas e César Menotti & Fabiano, o terceiro DVD do grupo foi gravado pela Som Livre. Foi nesse ano também que emplacou a música "Correndo Atrás de Mim" na novela Avenida Brasil, da Rede Globo. Os vocalistas e a banda também conquistaram o Disco de Platina pelo CD/DVD Ao Vivo em Salvador, gravado em 2010.

### 2013: Homenagem no Carnaval do Rio de Janeiro
Já em 2013, o Aviões foi homenageado na Marquês de Sapucaí pela ‘Grande Rio’. Nesse mesmo ano, a banda lançou o evento Aviões Sunset, para comemorar os 11 anos da banda em Fortaleza, Ceará.
No fim de 2014, em comemoração aos 12 anos de história, o Aviões do Forró fez um show no Forró do Sítio, em Fortaleza, com participações de Tânia Mara e Dorgival Dantas. No espetáculo, que foi transmitido pelo Multishow, o grupo cantou por mais de 3 horas ao vivo. 
Ainda em 2014, a banda fez outra turnê pela Europa, agora passando por Portugal, Holanda, Suíça e Bélgica.

### 2015: Primeira vez noTop 100 da Billboard
Solange Almeida e Xand Avião gravaram mais um DVD, dessa vez no Beach Park, em Fortaleza: a "Pool Party do Aviões", em junho de 2015. O projeto teve participação dos fãs, direção geral de Dudu Borges e foi lançado pela Som Livre. Ainda em 2015, o sucesso "Safadim" virou trilha da novela A Regra do Jogo. Foi em 2015, que a banda ganhou o prêmio "Danado de Bom" pelo hit do São João e entrou pela primeira vez no Top 100 da Billboard.

### 2016: Aviões Fantasy,[16]Operação"For All"e saída de Solange Almeida
Em 2016, a banda lançou o seu próprio “arraiá”, com mais de 12 horas de festa e atrações de peso em Salvador. Solange Almeida e Xand subiram ao palco depois da meia-noite e agitaram o público na Wet'n Wild com cerca de duas horas de show e muita animação. No repertório, a maior banda de forró do país trouxe novos sucessos e relembrou os sucessos do passado. O evento também contou com shows de Bell Marques, Dorgival Dantas, Henrique e Diego, Vingadora e Daniel Oliveira. No meio da apresentação, 'Xand' e 'Sol' receberam uma participação especial do cantor da banda Filhos de Jorge e um dos principais compositores da nova geração, Filipe Escandurras. A parceria no palco presenteou o público com uma versão exclusiva do single dos Filhos de Jorge, “Vai que Cola Melanina” e da composição de Escandurras e Tierry que virou hit com o Aviões, "Fetiche (Eu, Ela e a Amiga dela)", música que foi eleita pelo Fantástico (TV Globo) como o hit do verão.
2016 também foi o ano de outra grande turnê internacional. A banda se apresentou na Suíça, Alemanha e Inglaterra.
No dia 8 de outubro, a banda realizou o primeiro Aviões Fantasy, no Marina Park, em Fortaleza. Nesse show foi comemorado os 14 anos da banda. No show o "Me Leva, Brasil!" do Fantástico cobriu o evento.
Em 18 de outubro, a Polícia Federal, em ação conjunta com a Receita Federal, deflagrou uma operação contra fraudes no imposto de renda e lavagem de dinheiro que teriam sido cometidas por empresários do setor do entretenimento, responsáveis pelo agenciamento de bandas de forró e casas de show no estado do Ceará. A operação, batizada de For All, mira no grupo empresarial A3 Entretenimento, que administra, entre outras bandas, o grupo Aviões do Forró.
Em dezembro, Solange Almeida anunciou sua saída da banda Aviões do Forró. No dia 28 de fevereiro de 2017, depois de uma maratona de shows, Solange Almeida deixou a banda em um show na cidade de Luís Correia-PI.

### 2017: Álbuns"No Comando"e"Voando Alto"
Com a saída da Solange, o grupo passou por uma repaginada, com a chegada de novos músicos e a criação de um repertório diferente do que vinha sendo tocado nos shows. Este novo repertório, chamado de "No Comando" virou um álbum promocional, lançado no dia 30 de janeiro, e obteve mais de 2 milhões de downloads.
Em março de 2017, o Aviões do Forró fez seu primeiro show oficial com a nova formação. Ainda em 2017, a banda lançou o seu novo CD oficial de carreira, intitulado "Voando Alto", para marcar a nova fase.

## Encerramento das atividades
A banda encerrou os trabalhos em 2018, mas Xand Avião seguiu com os integrantes da banda, ao lado do Trio Black Voice e mais nove músicos. Suprimiu-se o antigo nome Aviões do Forró e, atualmente, a banda apresenta-se com Xand em carreira solo.

### Formação a partir de 2018
Esta é a banda que acompanha a carreira solo de Xand Avião:
- Xand Avião: vocal
- DJ Ivis: produção musical e keytar
- Elinaldo Silveira: acordeom
- Netinho Viana: baixo
- Thiago Sobral: guitarra
- Elivelton Rocha "Pedalada": bateria
- Horleans Nascimento: teclados
- Wesley "Russo Magnata": percussão

## Ex-integrantes

### Vocalistas
- Felipão: voz (2002)[28][29][30]
- Márcia Fellipe: voz (2006 - Licença maternidade de Solange Almeida)
- Solange Almeida: voz (2002-2017)

### Músicos e outros
- Riquelme: bateria[31][32][33]
- Walci: Sanfona[34][35][36]
- Márcio Mouzinho "Meinha": baixo[36]
- Valdeci "Véi do baixo": baixo[37]
- Danyllo Nobrega "Dani Boy": guitarra[36]
- Luciano Savalla: guitarra[38]
- Darlam: sanfona
- Elias Mearim: sanfona[34]
- Fabinho Quixadá: teclados[38]
- Bruno Pastor: teclados
- Belton: percussão[36]
- Ranyere: trompete[36]
- João Ricardo: trompete
- Nael: trombone
- Januário "Janu": trombone
- Jorge Macfly: trombone[38]
- Dani Café: vocal de apoio[39]
- Priscilene: vocal de apoio[39]
- Gaspar Santos: vocal de apoio[40]
- Dedé Sousa: vocal de apoio
- Flávia Mello: vocal de apoio[40]
- Daiane Lopes: dançarina[41]
- Camila Spagnol: dançarina[41]
- Rosy Sill: dançarina[42]
- Jamile Lima: dançarina[43]
- Isabele Temóteo: dançarina[44]

## Discografia
- Volume 1 (2003)
- Volume 2 (2004)
- Volume 3 (2005)
- Volume 4 (2006)
- Volume 5 (2007)
- Volume 6 (2009)
- Volume 7 (2010)
- Ao Vivo em Salvador (2011)
- Pool Party do Aviões (2015)
- Aviões Fantasy (2016)
- Voando Alto (2017)
- Xperience na Praia (2017)